# Stare Czaple (Trzebiel)
Stare Czaple (deutsch: Alt Tschöpeln, 1936–1945 Lindenhain) ist ein Dorf in der polnischen Landgemeinde Trzebiel im Landkreis Żary (Woiwodschaft Lebus).

## Geographie

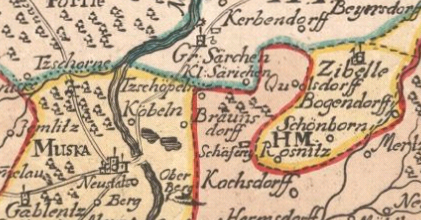
Kartenausschnitt mit dem Ort (Alt) Tzschöpeln (1745), Neu Tschöpeln und die Kolonie Tschöpeln fehlen. Grün: Herrschaft Sorau (Niederlausitz), gelb: Standesherrschaft Muskau (Oberlausitz), rot: Priebussischer Kreis des Fürstentums Sagan (Schlesien).

Stare Czaple liegt an der Droga krajowa 12, die vom deutsch-polnischen Grenzübergang Bad Muskau–Łęknica über Trzebiel (Triebel) und Żary (Sorau) zur polnischen Ostgrenze führt.
Aus historischer Sicht ist das Dorf ein schlesisches, an das im Norden die Niederlausitz und im Westen die Oberlausitz grenzte.

## Geschichte
Urkundlich wird das Dorf Zepeln 1498 als zum Herzogtum Sagan gehörend erwähnt. Es ist das älteste der drei Dörfer Stary Czaple (Alt Tschöpeln), Nowy Czaple (Neu Tschöpeln) und Czaple (Tschöpeln, anfangs Kolonie Tschöpeln), weshalb es ursprünglich kein Namenspräfix besaß. In der Zeit, in der das Herzogtum in drei Kreise eingeteilt war, gehörte das Dorf zum Priebussischen Kreis.
1543 belehnte Herzog Moritz von Sachsen Melcher von der Heide mit Anteilen von (Alt) Tschöpeln.
Einer urkundlichen Nachricht von 1693 zufolge war das Dorf zu Holzfuhren nach Priebus verpflichtet.
Noch um 1800 war das Rittergut ein Sagansches Lehngut. Es gab fünf Bauerngüter, acht Gärtner- und eine Häuslerstelle. Die katholischen Einwohner des Dorfes waren nach Muskau gepfarrt, die evangelischen nach Groß Särchen, wo die Kinder auch die Schule besuchten.
| Jahr | Einwohner |
| ---- | --------- |
| 1933 | 125       |
| 1939 | 138       |

Durch die Auflösung des Kreises Sagan kam dessen westlicher Teil, darunter auch Alt Tschöpeln, 1932 an den Kreis Rothenburg. Im Zuge der nationalsozialistischen Germanisierung sorbischstämmiger Ortsnamen erhielt das Dorf 1936 den Namen Lindenhain.
Nach dem Zweiten Weltkrieg lag das Dorf infolge der Westverschiebung Polens auf der polnisch verwalteten Seite der Oder-Neiße-Linie. Gemeinsam mit den meisten anderen Gemeinden des Ostteils des Rothenburger Kreises kam die nun als Stare Czaple bezeichnete Gemeinde zum Powiat Żarski, der aus dem polnischen Anteil des Sorauer Kreises hervorgegangen ist. Seit 1950 gehörte der Kreis bis zu seiner Auflösung durch die polnische Verwaltungsreform von 1975 zur Woiwodschaft Grünberg, die bei der Reform verkleinert wurde. Seit der Wiedereinführung der Kreise zum 1. Januar 1999 liegt Stare Czaple wieder im Landkreis Żary (Woiwodschaft Lebus).